# Рибас, Хосе Феликс
Хосе Феликс Рибас (исп. José Félix Ribas) — венесуэльский военный чиновник.

## Биография
Родился Хосе Феликс Рибас 19 сентября 1775 года в Каракасе. Был самым младшим из 11 детей в семье.
В ходе войны за независимость Венесуэлы Хосе участвовал во многочисленных боях, но самой важной битвой стала Битва при Виктории, где он одержал победу над войсками Хосе Томаса Бовеса и Франциско Томас Моралеса.
Умер 31 января 1815 года в Тукупидо.